# 曾志豪 (作曲家)
曾志豪，為臺灣作曲家、編曲家、音效設計師。國立台灣師大附中、高雄工學院資訊工程學系畢業，自學音樂成材，曾任高雄工學院電子音樂社創社社長，現任大宇資訊音樂音效課課長兼音序作業員，主要負責大宇資訊大多數電玩產品的配樂和音效的製作。

## 電玩配樂創作歷史
1997年進入大宇資訊工作，擔任遊戲配樂製作人員，配樂作品包含仙劍奇俠傳系列、軒轅劍系列、大富翁系列、明星志願系列、天使帝國系列、正宗台灣麻將系列，作品超過一千首，並與許多遊戲製作人合作。

## 主要編曲作品
以下曲目清單遠非曾志豪的全部作品（皆由曾志豪親自編曲製作），其中的主打曲目將特別加粗顯示，如有對他人作品改編者則用斜體字表示。實際資訊請以大宇資訊主動登記的 ISRC 資料為準。

### 1997-2000年 合成音源配樂時代
大富翁四 全配樂
軒轅劍參 雲和山的彼端 //1999年 ，戰鬥配樂
中國戰鬥曲、歐洲戰鬥曲I/II、最終之戰、阿拉伯戰鬥曲、戰慄之血。
軒轅劍參外傳 天之痕 //2000年 ，戰鬥音樂和少部分劇情配樂
魔界之果、兵革（REMIX）、烈鬥、鋒舞、銀芒、修羅界（天之痕版）、少年行（天之痕版）
軒轅伏魔錄 全配樂

### 2000-2002年 軟硬音源過渡前期
軒轅劍肆 黑龍舞兮雲飛揚 //2002年，戰鬥配樂和少部分劇情配樂
黑火、玄冥宮、黑龍舞兮泗水濤、魔神降臨、陰謀、起飛、鋒險、水鏡的奮戰、修羅界（黑龍版）
仙劍客棧 全配樂
仙劍奇俠傳二 //2002年，所有相對仙劍一來講新增的戰鬥配樂（皆未命名）以及部分劇情配樂
冰火洞、密閉空間、對峙、天師陵寢、糧倉、鬼皇大殿、江寧府、熊貓迷宮、熔岩洞窟迷宮、彩璃集、閻王廟、五華山、月夜竹林、摩訶禪寺迷宮戰鬥曲、天師陵寢迷宮戰鬥曲、龍門邪域迷宮戰鬥曲、畫妖戰鬥曲、江都離宮迷宮戰鬥曲、江寧府糧倉戰鬥曲、奇巖小路戰鬥曲、千葉變身最終戰鬥曲、查協戰鬥曲、孔麟戰鬥曲（水龍吟變奏）、五華山下坡迷宮戰鬥曲

### 2003-2007年 軟硬音源過渡後期
仙劍奇俠傳三 //2003年，戰鬥配樂和半數劇情配樂
玄色風、紫陌豐田（及變奏）、仗劍（及變奏）、臨危（及變奏）、魔神訣、步雲登仙、水岸風堤、魔劍斬妖（及變奏）、笑問客（楚天謠）、硃砂變、臨江仙、月迷蹤、幽林蔽日、洞天福地、紫鴉烏、鐵索鎮妖
//之後曾志豪在仙劍配樂當中負責的劇情配樂減少，直至仙劍奇俠傳五。 （页面存档备份，存于）
軒轅劍外傳 蒼之濤 //2004年，戰鬥配樂、開場動畫配樂和少部分劇情配樂
千年宿命、紀元383年淝水、盛世之扉、車芸的奮戰、逆戰、太辰宮之影、木甲對機關、死鬥、命運之戰、闇黑意志
仙劍奇俠傳三外傳·問情篇 //2004年，戰鬥配樂和少部分劇情配樂
妖魔道、雷霆曲、八荒賦、問心思舊、碎花弄影、陰晴晦明、風雲變、喧譁亂舞、淵渟嶽峙、懷刃浴血、喪亂絕殺
軒轅劍伍 一劍淩雲山海情 //2006年，戰鬥配樂和少部分劇情配樂
大荒之野、上古之戰、大荒戰紀
仙劍奇俠傳四 //2007年，戰鬥配樂和少部分劇情配樂
烏夜啼、別洞天、失魂引、迷離境、赤焰霞、鬼哭無明、曲刃亂影、炎獄怒濤、神威千重、金瓏璁
軒轅劍外傳 漢之雲 //2007年，戰鬥配樂和開場動畫配樂
大風起兮羽飛揚、飛羽的戰鬥、神與魔（兵革改編）、朝雲出擊、劍之旅II、罄兒之怒

### 2008-2013年 軟採樣樂器時代
軒轅劍外傳 雲之遙 //2010年，戰鬥配樂、開場動畫配樂和少數劇情配樂。
洛陽少年志氣昂、暮雲出擊 I/II、烽煙漫、劍龍決、淚狂奔（包含戰鬥曲）、美人肩（配樂版）、魔氣變、氣吞穹宇、一往無悔、龍之血脈、新的神話、使命與宿命
//此期間曾志豪重新接管仙劍奇俠傳系列配樂的作曲、編曲主創，其主打作品爆發的黃金時期開始。 （页面存档备份，存于）
仙劍奇俠傳五 //2011年，戰鬥配樂和半數劇情配樂
心願（演唱版、二胡版和曲笛版）、命起漣漪（及鳳鳴調）、少年游、人間道（及變奏）、韻逐律（包含威力加強版）、仙緣再續（包含曲笛歡快版，以及收錄於未公開音樂集當中的長簫慢版和琵琶慢版）、蒼嵐奏（仗劍REMIX）、步天階（魔劍斬妖改編）、人間道（及變奏）、望蓬萊（及變奏）、鏡影命緣（仙緣再續REMIX）、魔界迷宮、劍執清平、地道迷宮主題、踏枝間、迷仙引、烏衣巷、炎流、御風淩霄、荒雲詠、亂峰斷、幽悽愴、千軍繪譜、龍影隨風、破陣子、憶王孫（及變奏）、蜀山淪陷、封印魔君（前半段）、兩界封印、劫燼、意滅蒼穹、詭迷離、砂石迷宮主題、洞中天
//經過仙劍五正傳時期的醞釀，此次曾志豪的作品在劇情契合度、煽情度、編曲優秀程度等各個方面給了眾多仙劍玩家完全嶄新的印象。 （页面存档备份，存于）
仙劍奇俠傳五前傳 //2012年宣傳期-2013年遊戲上市，戰鬥配樂和半數劇情配樂
心語千翠、撲蝴蝶、定風波、劍器近、九霄倚虹、刀間鼓、浮雲奔浪、芳春頌、烽煙點兵、蒼雷驚弦、醉瑤瑟、止水盪、殤別離、泣心譜、夢影難捨、此生不棄（結局動畫配樂）
//因為吳欣叡編劇任務加重的關係，曾志豪在軒轅劍單機系列當中的配樂份量也隨之加重。這次曾志豪專門製作了很多雅樂。 （页面存档备份，存于）
軒轅劍陸 鳳凌長空千載雲 //2013年，戰鬥配樂和半數劇情配樂
軒轅劍陸配音宣傳動畫配樂、軒轅劍陸第五宣傳動畫全配樂、美釀劍狂、野邦、幻魔地、噬、洗塵歡、鬼神塔、裊裊香火、旅情、毀滅之影、壺中界、奇卦玄巧、鳳之血，龍之魂、田園謠、死滅之原、太公之濱、蒼蒼翠林、庶民之土、巍峨諸夏、哀鳳、千年醉、諸神降臨、鑄甲烈魄、夏之鼎、四象陣、天鳳隕墜、千兵懍、華夏沉亡、血妖戮、劍斬混沌、鳳舞九天、玄鳳翔雲、狂魔饜
//因為大宇資訊同級進行的專案比較多、配樂任務重，曾志豪僅參與了穹之扉的戰鬥音樂製作。
軒轅劍外傳 穹之扉 //2015年，戰鬥配樂
軒轅遺民、劍貫白虹、修羅之扉、妖焰噬魂、穹之湮（最終戰鬥音樂）、鳳之火、巧婦善征、夢迴華胥、踏上征途
仙劍奇俠傳六 //2015年
謎域、忘塵寰、歸墟、光流、入塞、彼岸幽途、昭華曲（及變奏）、伐穹蒼（及變奏）、劍客不能說（及變奏）、鏡中人、越今朝、飛光閒、方寸思、浮生獄、水月吟、人間辭、業火途、碧山行、江月晃重山、摸魚兒、魅語、太平引、惜紅衣、逍遙樂、催雪、湘江靜、策風（及變奏）、躍馬、踏暝、斬火、幻刃懸鋒、暗湧（及變奏）、驚雲、鶴沖霄、破晦（及變奏）、界域變調、狩夜、雪滿征刀、擊驤雲變調、定軍、煉域、雪月千秋、臨危變調
Vochord 軒轅天籟 //2017年
遊戲登入畫面配樂 、天涯雲蹤、交鋒、我要吃飯、巴格達之刃、熾舞修羅、烈音鬥魂、鏡水謠、戰涿鹿、追憶少年時、阿貓阿狗戰鬥曲

## 和演藝界的合作
因為遊戲專案合作，結識繆思特音樂工作室的呂聖斐、駱集益。
2008年，獲得時任電影海角七號音樂總監的呂聖斐推薦，擔任主題曲「國境之南」作曲者。同年，與國境之南原唱范逸臣、作詞者嚴云農，共同獲頒第45屆金馬獎最佳原創電影歌曲獎項。
2010年，大宇資訊與無限延伸音樂事業有限公司旗下歌手陳思涵合作，曾志豪負責其所演唱的《軒轅劍外傳 雲之遙》的主題歌《淚狂奔》等歌曲的作曲。
2011年，大宇資訊與歌手陳依婷合作，曾志豪負責其所演唱的《仙劍奇俠傳五》的主題歌《心願》和宣傳歌《少年情》的作曲。
2012年底，大宇資訊第二次與歌手蕭人鳳合作，曾志豪負責其所演唱的《仙劍奇俠傳五前傳》的主題歌《牽絆》的作曲。
2013年，大宇資訊與大陸歌手廖羽合作，曾志豪負責其所演唱的《軒轅劍陸_鳳凌長空千載雲》的歌曲《千年醉》的作曲(PRODUCER：靳鐵章，編曲：陳飛午)。